# Tolpis farinulosa
Espèce
Synonymes
- Schmidtia farinulosa Webb[1] [2]
- Tolpis glandulifera Bolle[1]

Statut de conservation UICN

 EN B1ab(ii,iv)+2ab(ii,iv) : En danger
Tolpis farinulosa est une espèce de plantes à fleurs de la famille des Astéracées endémique du Cap-Vert.

## Répartition et habitat
Cette espèce est présente sur les îles de Santo Antão, São Vicente, Santiago, Fogo et Brava. On la trouve majoritairement entre 800 et 1 800 m d'altitude. Elle pousse principalement dans les zones humides et sub-humides.